# LIBRIS

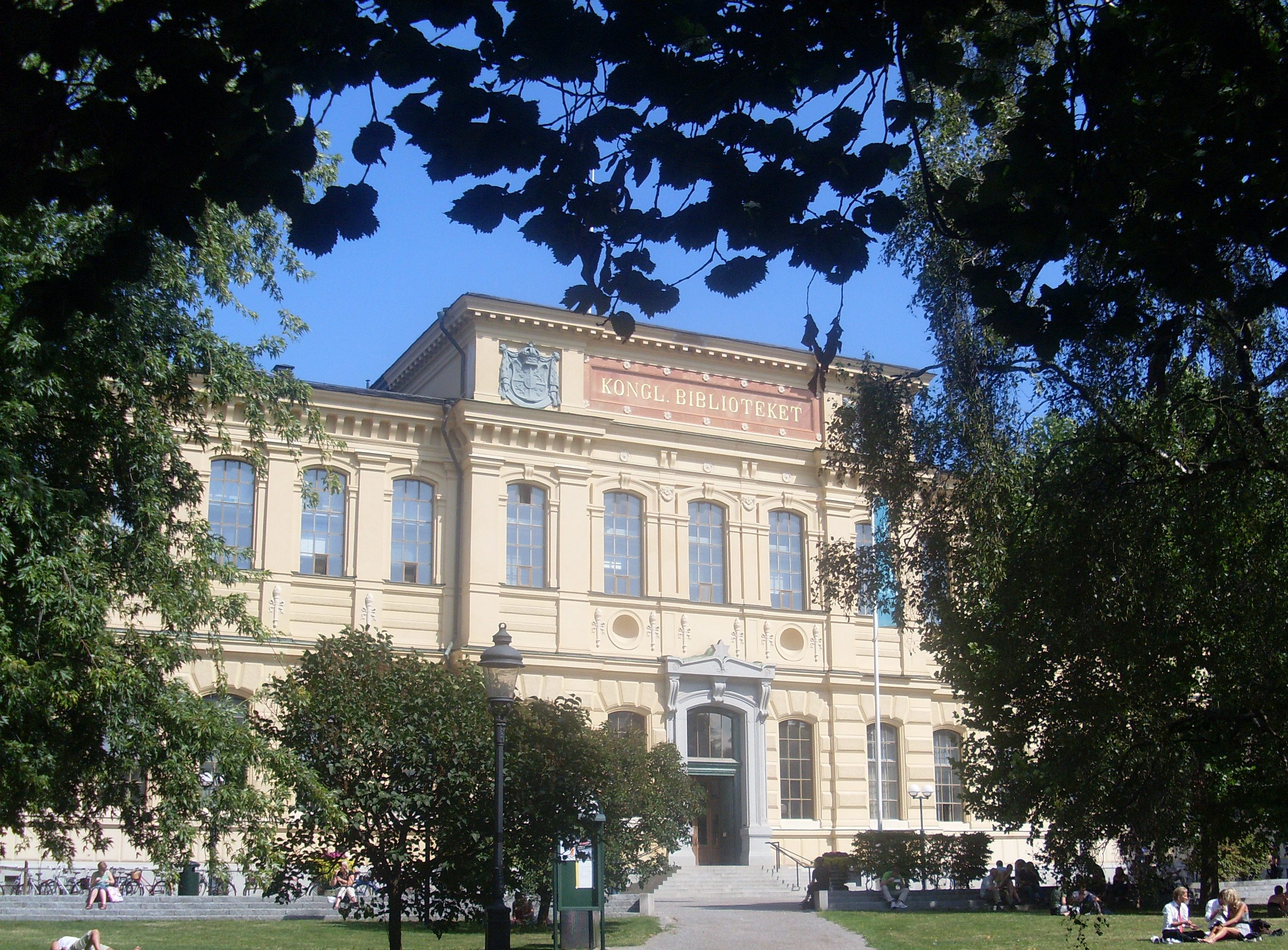
Biblioteca Nacional de Suècia.

LIBRIS és l'acròstic de Library Information System o Sistema d'informació per a les biblioteques, una base de dades bibliogràfica que consta de diversos catàlegs de les biblioteques sueques i mantinguts per la Biblioteca Nacional de Suècia a Estocolm. És possible cercar lliurement al voltant de sis milions i mig de títols a tot el país i és la consulta és gratuït.
El codi MARC per al Catàleg col·lectiu suec és SE-LIBR, normalitzat: Selibr.
LIBRIS es va desenvolupat des 1965. Mentre que la racionalització de les biblioteques era un problema de dues dècades ença després de la Segona Guerra Mundial, va ser l'any 1965 quan un comitè governamental va publicar un report sobre l'ús d'ordinadors en la consulta de biblioteques. El govern aleshores va crear un consell d'investigació (Forskningsbiblioteksrådet, FBR). Un document de disseny preliminar, Biblioteksadministrativt Information System (BAIS) publicat el maig de 1970, i el nom LIBRIS, abreviatura de Library Information System, es va utilitzar per a un subcomitè tècnic que va començar l'1 de juliol de 1970. El butlletí informatiu LIBRIS-meddelanden (ISSN 0348-1891) va començar el 1972 i es publica en línia des de 1997.